# Zbigniew Drzymała
Zbigniew Franciszek Drzymała (ur. 13 sierpnia 1950 w Grodzisku Wielkopolskim) – polski przedsiębiorca, właściciel firmy Inter Groclin Auto. Od 27 listopada 2000 do lipca 2008 prezes Dyskobolii Grodzisk Wielkopolski. Konsul honorowy Ukrainy w Zielonej Górze. Prawnuk Michała Drzymały.

## Życiorys
Absolwent Zespołu Szkół Budowlano-Drzewnych – Technikum Budowlanego w Poznaniu. W 1970 roku podjął pracę zawodową w Przedsiębiorstwie Budownictwa Komunalnego w Wolsztynie. Dwa lata później uzyskał uprawnienia w zakresie nadzoru i projektowania. Do 1976 roku był projektantem i kierownikiem dużych inwestycji w uspołecznionym przedsiębiorstwie budowlanym w Zespole Usług Projektowych w Wolsztynie.
Swoją karierę w biznesie rozpoczął w 1977 roku, otwierając warsztat produkujący zagłówki samochodowe. Pierwszym dużym sukcesem było nawiązanie, jak się okazało wieloletniej, współpracy z koncernem Fiat. Później współpracował także z innymi producentami samochodów.
Jego majątek stopniał z powodu silnego złotego, w lecie 2008 roku wartość jego spółki szacowana była na 300 milionów złotych, wobec 800 milionów w przeszłości. W lipcu 2008 sprzedał swoją spółkę Groclin Dyskobolia SSA Józefowi Wojciechowskiemu, prezesowi Polonii Warszawa, co umożliwiło Polonii grę w piłkarskiej Ekstraklasie. Cenę transakcji szacuje się na 20 milionów PLN. W 2013 roku jego firma połączyła się z Kabel-Technik-Polska. Zbigniew Drzymała razem z Andre Gerstnerem posiada 65% akcji Inter Groclin Auto S.A., dodatkowe 12,7% akcji ma jego żona Maria Drzymała. W maju 2014 r. zrezygnował z pełnienia funkcji prezesa zarządu w  Inter Groclin Auto S.A.
W 2018 r. utworzył w Grodzisku Wielkopolskim nową firmę pod nazwą ZD Drzymała. Po niespełna 2 latach sprzedał swoje udziały w przedsiębiorstwie i przestał być jego właścicielem.

## Odznaczenia i wyróżnienia
- Krzyż Oficerski Orderu Odrodzenia Polski[8].
- Honorowy obywatel Grodziska Wielkopolskiego (od 1997)[9].
- Człowiek Roku Wielkopolski 2013[10]

## Życie prywatne
Syn Czesława i Felicji z domu Marciniak. Mieszka w Karpicku. Oprócz piłki nożnej pasjonuje się historią i łowieniem ryb.